# Кузькинский сельсовет
Кузькинский сельсовет — сельское поселение в Матвеевском районе Оренбургской области Российской Федерации.
Административный центр — село Кузькино.

## История
9 марта 2005 года в соответствии с законом Оренбургской области № 1904/312-III-ОЗ образовано сельское поселение Кузькинский сельсовет, установлены границы муниципального образования.

## Население
| 2010 | 2012 | 2013 | 2014 | 2015 | 2016 | 2017 |
| ---- | ---- | ---- | ---- | ---- | ---- | ---- |
| 414  | ↘393 | ↘381 | ↘372 | ↘361 | ↘358 | ↘344 |
| 2018 | 2019 | 2020 | 2021 |      |      |      |
| ↘336 | ↘322 | ↘314 | ↘289 |      |      |      |

## Состав сельского поселения
| № | Населённый пункт | Тип населённого пункта       | Население |
| - | ---------------- | ---------------------------- | --------- |
| 1 | Кузькино         | село, административный центр | 414       |
| 2 | Отборовка        | посёлок                      | 0         |